# Golla Hammerich
Golla Andrea Hammerich, född Bodenhoff Jensen 1 november 1854 i Roskilde, död 1 maj 1903 i Köpenhamn, var en dansk pianist. Hon var dotter till Hans Peter Jensen och ingick 1874 äktenskap med Angul Hammerich.
Hammerich erhöll först undervisning i pianospel av Orpheline Olsen-Schram och senare C.F.E. Horneman, Franz Neruda och August Winding. Det dröjde dock länge innan hon gjorde några offentliga framträdanden, eftersom hennes 1874 ingångna äktenskap fick en traditionell karaktär. Hon hade dock möjlighet att i hemmet spela kammarmusik tillsammans med några av tidens framstående musiker.
År 1895 anordnades i Köpenhamn Kvindernes Udstilling, vilken hade till syfte att uppvisa kvinnors insatser inom hantverk, hemslöjd och konst. I samband med detta utgav Hammerich ett häfte med sånger av nordiska kvinnliga kompositörer och medverkade som ackompanjatör vid utställningens musikaliska soaréer. 
Hammerich medverkade därefter ofta vid konserter och 1896 höll hon soaré i Hornung & Møllers konsertsal, då hon premiäruppförde pianostycken av Edvard Grieg och Julius Röntgen, 1898 framträdde tillsammans med Frederik Hilmer och Ernst Høeberg med musik av bland andra Anton Arenskij och 1900 deltog hon premiäruppförandet av Frederik Rungs pianokvintett. Hon medverkade även på Musikhistorisk Museums konserter med äldre kompositörers verk.
Hammerich var verksam inom Dansk Musikpædagogisk Forening och skrev artiklar i olika tidskrifter, bland annat ett porträtt av Emma Hartmann, vars romanser hon hade framfört under Kvindernes Udstilling. Hon skrev både text och musik till sången Drømme, vilken i likhet med det under pseudonymen "Anselmus" utgivna självbiografiska skådespelet Et Skriftemaal (1901) vittnar om att hennes passion inte fick utlopp inom sitt äktenskap.